# Maria Böhm
Maria Böhm ist eine österreichische Gerechte unter den Völkern.

## Leben
Maria Böhm wohnte während des Zweiten Weltkrieges in Meidling, dem 12. Wiener Gemeindebezirk, in der Theergasse 12, Stiege 5 in Wien. Dort versteckte sie ab Mai 1942 zusammen mit Franziska Cechal und Anna Kuchar die von der Deportation bedrohte jüdische Schneiderin Rosalia Istas erfolgreich vor der Gestapo. Böhm stellte für eine kurze Zeit vorübergehend ihre eigene Wohnung zur Verfügung, damit Rosalia Istas dort Unterschlupf finden konnte, um sie auf diese Weise vor der Gestapo zu retten. Dies geschah, um die weiteren Helferinnen Cechal und Kucher zu entlasten und diese nicht unnötig noch mehr zu gefährden. Böhm handelte aus Menschlichkeit, da sie die Mittellosigkeit von Rosalia Istas kannte, und ohne Erwartung einer Gegenleistung.
Am 25. Dezember 1984 wurde ihr zusammen mit Cechal und Kuchar von der israelischen Gedenkstätte Yad Vashem der Titel „Gerechte unter den Völkern“ verliehen.